# Гельмут Вік
Гельмут Пауль Еміл Вік (нім. Helmut Paul Emil Wick; нар. 1 серпня 1915, Мангайм — пом. 28 листопада 1940, Ла-Манш) — німецький льотчик-ас винищувальної авіації, майор люфтваффе. Кавалер Лицарського Хреста Залізного хреста з дубовим листям.

## Біографія
З 22 червня 1940 року — командир 3-ї ескадрильї, з 7 вересня 1940 року — 1-ї групи 2-ї винищувальної ескадри «Ріхтгофен», з 19 жовтня 1940 року — командир ескадри. 28 листопада 1940 року його літак Messerschmitt Bf 109 Е-4 був збитий британським винищувачем Supermarine Spitfire. Вік катапультувався, але його тіло не було знайдено і він вважається зниклим безвісти.
Всього за час бойових дій Вік здійснив 168 бойових вильотів і збив 56 ворожих літаків. На момент загибелі Вік був найрезультативнішим асом Люфтваффе.

## Сім'я
Був одружений, мав двох дітей.

## Нагороди
- Нагрудний знак пілота
- Медаль «За вислугу років у Вермахті» 4-го класу (4 роки)
- Залізний хрест
  - 2-го класу (21 грудня 1939)
  - 1-го класу (6 червня 1940)
- Почесний Кубок Люфтваффе — за 50 перемог.
- Комбінований Знак Пілот-Спостерігач в золоті з діамантами
- Лицарський хрест Залізного хреста з дубовим листям
  - Лицарський хрест (27 серпня 1940)
  - Дубове листя (№ 4; 9 жовтня 1940) — другий кавалер у люфтваффе.
- 5 разів відзначений у Вермахтберіхт
  - «Винищувальна ескадра „Ріхтгофен“ здобула у вчорашніх повітряних боях 250-ту перемогу. Обер-лейтенант Вік здобув 19-у і 20-ту повітряні перемоги.» (26 серпня 1940)
  - «Гауптман Вік сьогодні збив 5 винищувачів, здобувши свою 41-шу перемогу.» (6 жовтня 1940)
  - «Майор Вік одержав 48-53 перемоги протягом 6-7 листопада, збивши 6 ворожих літаків.» (8 листопада 1940)
  - «Винищувальна ескадра „Барон фон Ріхтгофен“ під командуванням майора Віка здобула 500-ту повітряну перемогу.» (16 листопада 1940)
  - «Командир винищувальної ескадри „Ріхтгофен“ майор Вік не повернувся з бойового вильоту після здобуття 56-ї повітряної перемоги. Таким чином, німецькі ВПС втратили одного із своїх найхоробріших і найуспішніших льотчиків винищувачів. Майор Вік, який за героїчну участь в боротьбі за майбутнє німецького народу був удостоєний дубового листя до Лицарського хреста залізного хреста, служитиме прикладом для німецького народу і особливо для німецької молоді.» (4 грудня 1940)